# Список богомолів Італії
У фауні Італії відомо 14 видів богомолів з 7 родів. Найбагатший видами рід Ameles — 5 видів.
У 2010-х роках відбулася експансія виду Ameles spallanzania на північ, а також у країні з'явилися вселенці Hierodula trancaucasica і Hierodula patellifera. Богомол Ameles fasciipennis, відомий за єдиною знахідкою самця, вважається вимерлим.

## Список видів
| Наукова назва, автор, рік опису                      | Таксономія            | Статус МСОП | Зображення | Зауваження щодо поширення |
| Mantis religiosa Linnaeus, 1758                      | Родина богомолові     | LC          |            | Відомий по всій території країни, окрім високогір'я Альп та Апеннінів |
| Hierodula trancaucasica Brunner, 1878                | Родина богомолові     | —           |            | У вересні 2018 року понад 30 особин деревного богомола було знайдено на півночі Італії, в провінції Кремона. |
| Hierodula patellifera Serville, 1839                 | Родина богомолові     | —           |            | У 2020 році було повідомлено про виявлення цього виду на півночі Італії уздовж долини річки По, переважно в Ломбардії та Венето від Венеції до Мілану впродовж 2015—2019 років. Найбільш імовірним шляхом потрапляння виду до країни вважають перевезення оотек з товарами з Азії, зокрема на бамбукових мітлах.                                                                     |
| Empusa pennata (Thunberg, 1815)                      | Родина емпузові       |             |            | Трапляється по всій країні: у північних та південних регіонах, на Сицилії та на Сардинії |
| Empusa fasciata Brullé, 1832                         | Родина емпузові       | DD          |            | Відомі знахідки на північному сході Італії, переважно на узбережжі Адріатичного моря |
| Iris oratoria Linnaeus, 1758                         | Родина Eremiaphilidae | -           |            | Поширений переважно у південних регіонах, на Сицилії та на Сардинії. Літературні згадки з північного сходу вважаються сумнівними. |
| Geomantis larvoides Pantel, 1896                     | Родина Rivetinidae    | —           |            | Трапляється по всій країні: у північних та південних регіонах, на Сицилії та на Сардинії. Цього богомола нерідко плутають з личинками богомолів роду Ameles, а тому він лишається малодослідженим. Зокрема дослідження 2018 року виявило велику популяцію Geomantis larvoides у Лігурії на півночі Італії, звідки не було жодної згадки з 1954 року                                  |
| Rivetina baetica tenuidentata Greca & Lombardo, 1982 | Родина Rivetinidae    | —           |            | Поширений у Сицилії підвид |
| Ameles fasciipennis Kaltenbach, 1963                 | Родина Amelidae       | EX          |            | Відомий за єдиним екземпляром самця, знайденим у музейній колекції. За зовнішніми ознаками вид близький до A. spallanzania, основні відмінності стосуються будови статевих органів. Згідно з етикеткою екземпляр знайдено поблизу міста Толентіно в провінції Мачерата області Марке на сході Італії. Дата записана нерозбірливо, проте найімовірніше богомола впіймано у 1871 році. |
| Ameles decolor Charpentier, 1825                     | Родина Amelidae       | —           |            | Трапляється по всій країні: у північних та південних регіонах, на Сицилії та на Сардинії |
| Ameles spallanzania (Rossi, 1792)                    | Родина Amelidae       | —           |            | Трапляється по всій країні: у північних та південних регіонах, на Сицилії та на Сардинії. Розширює свій ареал на півночі Італії впродовж 2010-х років. У північних регіонах змінюється тривалість циклу розвитку: подовжується діапауза яєць в оотеці. |
| Ameles picteti (Saussure, 1869)                      | Родина Amelidae       | —           |            | Поширений на Сицилії. На думку низки дослідників, його вказівки з Сицилії є помилковими |
| Ameles andreae Battiston et al, 2018                 | Родина Amelidae       | —           |            | Поширений на Сардинії |
| Pseudoyersinia lagrecai Lombardo, 1984               | Родина Amelidae       | —           |            | Ендемік Сицилії |